# Пелагія і чорний монах
«Пелагія і чорний монах» — другий роман у трилогії «Пригоди Пелагії» (серія «Провінційний детектив») російського письменника Бориса Акуніна.

## Сюжет
Як і в «Білому бульдозі», сюжет розгортається на історичному тлі, у Заволзький губернії Росії XIX століття. У межах Нового Арарату (Ново-Араратський монастир, розташований далеко на півночі губернії, на острові Ханаан Синього озера) лютує якийсь примарний Чорний монах, лякаючи і навіть вбиваючи людей — то один, то інший чернець з Ново-Араратського монастиря бачить тінь святого Василіска, що заснував колись на прибережному острові Окольному Василісків скит. Налякані брати-ченці звертаються до владики Митрофанія, благаючи про допомогу.
У Новому Арараті справи йдуть все гірше, доходить навіть до вбивства. І тоді черниця Пелагія потай (і всупереч волі свого наставника) відправляється шукати таємничого Чорного монаха.